# 니컬러스 워스

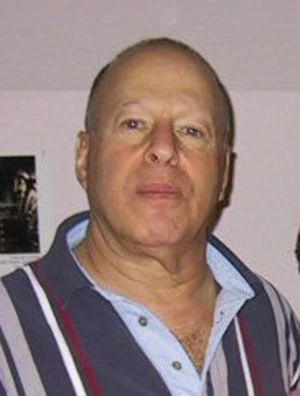

니컬러스 워스(Nicholas Worth, 1937년 9월 4일 ~ 2007년 5월 7일)는 미국의 성격 배우로 웨스트우드 스튜디오의 커맨드 앤 컨커 시리즈 중 커맨드 앤 컨커: 타이베리안 선에서 마자프 장군 역, 커맨드 앤 컨커: 레드 얼럿 2에서 로마노프 서기장 역, 엠퍼러: 배틀 포 듄에서 아트레이드의 Mentat Kolinar Koltrass 역을 맡았다.
또한 그는 스타트렉: 보이저, Don't Answer the Phone!, 총알 탄 사나이, 다크맨, TV 드라마 엑스파일에도 출연하였다.
니콜라스 워스는 2007년 5월 7일. 향년 71세에 심부전으로 사망하였다.